# Martin Bernreuther
Martin Bernreuther (* 1969 in Waldsassen) ist ein deutscher Organist.
Bernreuther wuchs in Waldsassen auf und erhielt dort auch seine Organistenausbildung. Er studierte von 1989 bis 1995 an der Hochschule für Musik und Theater München Katholische Kirchenmusik mit Konzertfach Orgel. Er schloss mit dem Kirchenmusikdiplom, den künstlerischen Diplom und dem Meisterklassen-Diplom ab. Als Stipendiat des Deutschen Akademischen Austauschdienstes war er in Paris am Conservatoire de Region. An der Hochschule der Künste der Katholischen Universität Portugal war er anschließend Professor für Orgel und Improvisation. Er wirkte auch an der Frauenkirche in München und St. Brigitta und St. Alto in Altomünster. Seit 2002 ist er Domorganist am Eichstätter Dom und Orgelsachverständiger für das Bistum Eichstätt. Er ist auch künstlerischer Leiter der Samstagskonzerte im Eichstätter Dom.